# Loma Blanca
Loma Blanca es una localidad del Departamento General Belgrano, de la provincia de La Rioja, Argentina.
Se encuentra a 175 km de la ciudad de La Rioja, a través de la Ruta Nacional 79.
Loma Blanca cuenta con dos establecimientos educativos de nivel inicial y primario, y secundario y un centro de atención primaria en salud.

## Geografía

### Población
Cuenta con 731 habitantes (Indec, 2010), lo que representa un incremento del 8% frente a los 678 habitantes (Indec, 2001) del censo anterior.

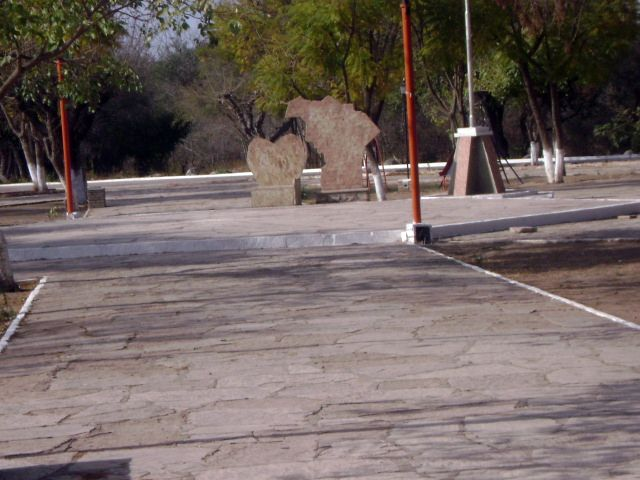
Antigua plaza de Loma Blanca, hoy remodelada

| Gráfica de evolución demográfica de Loma Blanca entre 1991 y 2010 |
|                                                                   |
| Fuente: Censos nacionales del INDEC                               |

### Sismicidad
La sismicidad de la región de La Rioja es frecuente y de intensidad baja, y un silencio sísmico de terremotos medios a graves cada 30 años en áreas aleatorias.

## Caminito
Entre Loma Blanca y Olta se enconcuentra el "Caminito" al que se refiere la letra del famoso tango de Gabino Coria Peñaloza (su madre era nacida en Olta), y Juan de Dios Filiberto. Si bien la música de la canción, le fue inspirada a Filiberto por el conocido pasaje de La Boca, en Buenos Aires, la letra le fue inspirada a Coria Peñaloza en 1903, por el sendero que debía transitar desde su alojamiento circunstancial hasta la casa de María, una joven profesora de música del lugar, de la que el poeta se había enamorado, y que para evitar el escándalo, fue enviada por sus familiares a otro lugar para interrumpir la relación.
Caminito que entonces estabas
bordado de trébol y juncos en flor...
El Caminito de Coria Peñaloza, era un sendero rural de 2 kilómetros que partía del pueblo de Olta hasta el pueblo de Loma Blanca, y que era parte de una huella ancestral que unía el pueblo de Los Talas en Catamarca, con Loma Blanca. El sendero seguía la siguiente ruta:
- El actual dique de Olta
- La Loma Vaya
- Descenso por la cuesta Colorada hasta el río del Vallecito y el río de Olta
- Ascenso por la actual calle Castro Barros
- Cruce de la plaza de Olta por el flanco derecho
- Bordeaba el canal, antiguamente una acequia, hasta la Loma de la Cruz.[7]

En el mismo se encuentran varios monumentos que recuerdan a Gabino Coria Peñaloza y su famosa canción.

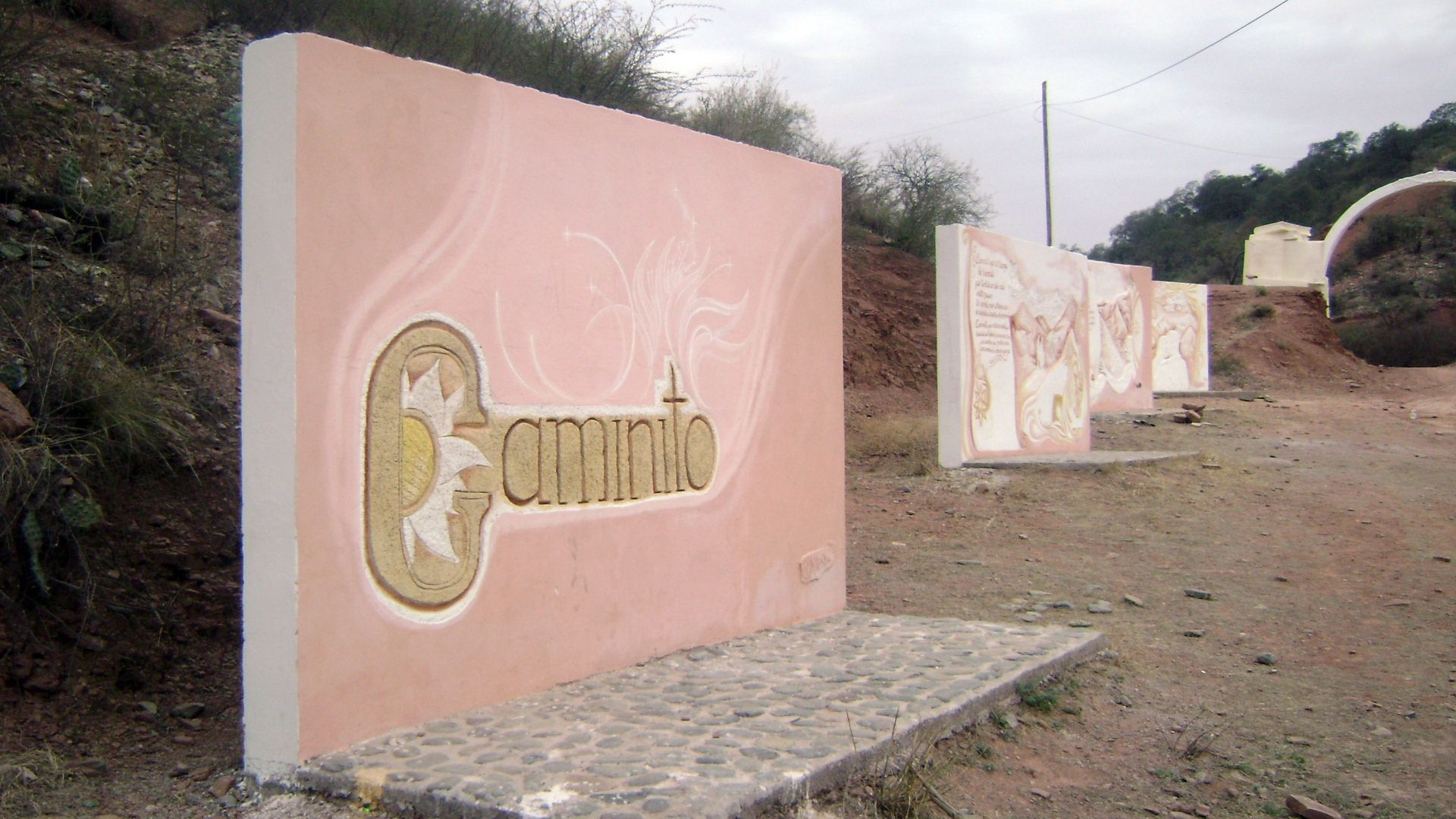
Monumento a Caminito